# Strange Brew
Pour le film de Moranis et Thomas, voir Strange Brew (film).
Singles de Cream
I Feel Free
(1966) Spoonful
(1967)
Strange Brew est une chanson datant de 1967 du supergroupe britannique Cream. Sortie à la fin mai de cette année en tant que premier single de l'album Disraeli Gears, le titre est de façon inhabituelle chanté par Eric Clapton plutôt que par Jack Bruce. Le titre atteint la 17e place dans les charts britanniques en juin de cette même année. Ce single est le dernier single britannique de Cream sorti chez Reaction Records.

## Background
Après le Murray "the K" Show, Cream enregistre la chanson Lawdy Mama avec Ahmet Ertegün dans les studios d'Atlantic à New York. Alors que Cream travaille sur les enregistrements pour Disraeli Gears, le producteur Felix Pappalardi ramène l'enregistrement de Lawdy Mama chez lui et, avec sa femme Gail Collins, ils la transforment en Strange Brew ce qui, selon Eric Clapton « a créé une chanson pop sans totalement détruire le groove original. »

## Charts
| Chart (1967)     | Meilleure place |
| ---------------- | --------------- |
| UK Singles Chart | 17              |

## Musiciens
- Eric Clapton - guitare, chant
- Jack Bruce - basse, chœurs
- Ginger Baker - batterie, chœurs

## Dans la culture populaire
La chanson est notamment présente dans les films American Graffiti, la suite (1979), Blow (2001), Men in back 3 et Self Control (2009)